# Paysans noirs
Pour plus de détails, voir Fiche technique et Distribution.
 Paysans noirs est un film français réalisé en 1947 par Georges Régnier et sorti en 1949.

## Fiche technique
- Titre : Paysans noirs
- Réalisation : Georges Régnier
- Scénario et dialogues : René Barjavel et Georges Régnier, d'après le roman de Robert Delavignette[1]
- Photographie : Roger Arrignon
- Montage : Marthe Poncin
- Assistant réalisateur : Jacques Dupont
- Tournage : au cours de l'année 1947 en Haute-Volta
- Sociétés de production : S.D.A.C. (Société d'Applications Cinématographiques) et UGC (Union Générale Cinématographique)
- Format : Noir et blanc
- Genre : Film dramatique
- Durée : 99 minutes
- Date de sortie : 6 mai 1949

## Distribution
- Louis Arbessier : Guillon, le nouvel administrateur français en Haute-Côte d'Ivoire
- Antoine Balpêtré : le médecin
- Georges Hubert : l'ingénieur